# Anapoma duplicata
Anapoma duplicata är en fjärilsart som beskrevs av Butler 1889. Anapoma duplicata ingår i släktet Anapoma och familjen nattflyn. Inga underarter finns listade i Catalogue of Life.